# Pycnarmon macrotis
Pycnarmon macrotis là một loài bướm đêm trong họ Crambidae.